# Jaworzno
Jaworzno (in slesiano Jawořno) è una città polacca nel voivodato della Slesia. È inclusa nel GOP (Górnośląski Okręg Przemysłowy), vasta area industriale che fa capo alla città di Katowice.

## Geografia fisica
La città di Jaworzno è bagnata dai fiumi Przemsza e Kozi Bród.

## Amministrazione

### Gemellaggi
Jaworzno è gemellata con le seguenti città:
- Karviná
- Szigethalom

## Storia
Jaworzno è stata la sede di uno dei 45 sottocampi del campo di concentramento di Auschwitz, quello di Jaworzno.